# Hertfordshire Senior County League
Hertfordshire Senior County League là một giải đấu bóng đá Anh nằm ở Hertfordshire. Thành lập năm 1898, hiện tại có 2 hạng đấu chính, 2 hạng đấu dự bị. Nằm ở Bậc 7 của National League System, giải đấu góp đội cho Spartan South Midlands League. League Cup có tên là 'Aubrey Cup'. Các đội vô địch mùa giải 2014-15 là Belstone (Premier Division) và Buntingford Town (Division One).

## Các Câu lạc bộ mùa giải 2014–15

### Premier Division
- Bedmond Sports & Social
- Belstone
- Bovingdon
- Bushey Sports
- Chipperfield Corinthians
- Cuffley
- Hatfield Social
- Hertford Heath
- Lemsford
- Letchworth Garden City Eagles
- Mill End Sports
- Sandridge Rovers
- Sarratt
- Standon & Puckeridge
- Whitwell Athletic
- Wormley Rovers

### Division One
- AFC Hatfield
- Broadfields
- Buntingford Town
- Cheshunt Dự bị
- Colney Heath Dự bị
- Evergreen
- Hampstead Heath
- Hatfield Town Dự bị
- Hinton
- Knebworth
- Old Parmiterians